# Ede Cabe jezik
Ede Cabe jezik (ISO 639-3: cbj), benue-kongoanski jezik uže skupine defoid, kojim govori oko 80 000 ljudi (2006) u beninskim provincijama Borgou i Zou. Ede Cabe je jedan od 8 ede jezika koji pripadaju podskupini edekiri a obuhvaća 13 jezika, uz njih i isekiri [its] (Nigerija), lucumi [luq] (Kuba), mokole [mkl] (Benin), ulukwumi [ulb] (Nigerija) i yoruba [yor] (Nigerija). Jezik ifè [ife] isto spada u ede.
Koristi se u svim domenama osim školi i vladi. Leksički mu je najbliži yoruba, 76%, koji je uz francuski [fra] također u upotrebi među njima.

## Vanjske poveznice
- Ethnologue (14th)
- Ethnologue (15th)